# کلبر آرادو
کلبر آرادو (انگلیسی: Cléber Arado; ۱۱ اکتبر ۱۹۷۲ – ۲ ژانویه ۲۰۲۱) بازیکن فوتبال اهل برزیل بود.
از باشگاه‌هایی که در آن بازی کرده‌است می‌توان به باشگاه فوتبال کوریتیبا، باشگاه فوتبال آمریکا، باشگاه فوتبال گوارانی، باشگاه فوتبال پائولیستا، باشگاه ورزشی سئارا، باشگاه ورزشی پورتوگیزا، باشگاه فوتبال کیوتو سانگا، و باشگاه فوتبال آوای اشاره کرد.